# Liban aux Jeux olympiques
La première apparition du Liban aux Jeux olympiques est en 1936 quand une délégation d'officiels est présente aux Jeux olympiques d'été de Berlin. Suivant la création du comité olympique libanais en 1947, le Liban a participé à ses premiers jeux Olympiques en 1948, et a envoyé lors de chaque Jeux des athlètes à l'exception des Jeux olympiques d'été de 1956 où le Liban est l'une des trois nations (avec l'Irak et l'Egypte) à avoir boycotté l'évènement en signe de protestation de la crise du canal de Suez. Le Liban a également pris part à tous les Jeux olympiques d'hiver depuis 1948 à l'exception de ceux manqués en 1994 et 1998.
Après 2012, Le Liban totalise quatre médailles (deux médailles d'argent et deux médailles de bronze).

## Médailles libanaises
| Nom               | Médaille d'or, Jeux olympiques | Médaille d'argent, Jeux olympiques | Médaille de bronze, Jeux olympiques | Total | Discipline    |
| Zakaria Chihab    | 0                              | 1                                  | 0                                   | 1     | Lutte         |
| Mohamed Tarabulsi | 0                              | 1                                  | 0                                   | 1     | Haltérophilie |
| Khalil Taha       | 0                              | 0                                  | 1                                   | 1     | Lutte         |
| Hassan Bechara    | 0                              | 0                                  | 1                                   | 1     | Lutte         |

### Par sport
| Place | Sport         | Médaille d'or, Jeux olympiques | Médaille d'argent, Jeux olympiques | Médaille de bronze, Jeux olympiques | Total |
| 1     | Lutte         | 0                              | 1                                  | 2                                   | 3     |
| 2     | Haltérophilie | 0                              | 1                                  | 0                                   | 1     |

## Par année
| Année | Médaille d'or, Jeux olympiques | Médaille d'argent, Jeux olympiques | Médaille de bronze, Jeux olympiques | Total | Rang |
| 1948  | 0                              | 0                                  | 0                                   | 0     | -    |
| 1952  | 0                              | 1                                  | 1                                   | 2     | 32e  |
| 1956  | -                              | -                                  | -                                   | -     | -    |
| 1960  | 0                              | 0                                  | 0                                   | 0     | -    |
| 1964  | 0                              | 0                                  | 0                                   | 0     | -    |
| 1968  | 0                              | 0                                  | 0                                   | 0     | -    |
| 1972  | 0                              | 1                                  | 0                                   | 1     | 33e  |
| 1976  | 0                              | 0                                  | 0                                   | 0     | -    |
| 1980  | 0                              | 0                                  | 1                                   | 1     | 35e  |
| 1984  | 0                              | 0                                  | 0                                   | 0     | -    |
| 1988  | 0                              | 0                                  | 0                                   | 0     | -    |
| 1992  | 0                              | 0                                  | 0                                   | 0     | -    |
| 1996  | 0                              | 0                                  | 0                                   | 0     | -    |
| 2000  | 0                              | 0                                  | 0                                   | 0     | -    |
| 2004  | 0                              | 0                                  | 0                                   | 0     | -    |
| 2008  | 0                              | 0                                  | 0                                   | 0     | -    |
| 2012  | 0                              | 0                                  | 0                                   | 0     | -    |
| Total | 0                              | 2                                  | 2                                   | 4     |      |

| Année | Médaille d'or, Jeux olympiques | Médaille d'argent, Jeux olympiques | Médaille de bronze, Jeux olympiques | Total | Rang |
| 1948  | 0                              | 0                                  | 0                                   | 0     | -    |
| 1952  | 0                              | 0                                  | 0                                   | 0     | -    |
| 1956  | 0                              | 0                                  | 0                                   | 0     | -    |
| 1960  | 0                              | 0                                  | 0                                   | 0     | -    |
| 1964  | 0                              | 0                                  | 0                                   | 0     | -    |
| 1968  | 0                              | 0                                  | 0                                   | 0     | -    |
| 1972  | 0                              | 0                                  | 0                                   | 0     | -    |
| 1976  | 0                              | 0                                  | 0                                   | 0     | -    |
| 1980  | 0                              | 0                                  | 0                                   | 0     | -    |
| 1984  | 0                              | 0                                  | 0                                   | 0     | -    |
| 1988  | 0                              | 0                                  | 0                                   | 0     | -    |
| 1992  | 0                              | 0                                  | 0                                   | 0     | -    |
| 1994  | -                              | -                                  | -                                   | -     | -    |
| 1998  | -                              | -                                  | -                                   | -     | -    |
| 2002  | 0                              | 0                                  | 0                                   | 0     | -    |
| 2006  | 0                              | 0                                  | 0                                   | 0     | -    |
| 2010  | 0                              | 0                                  | 0                                   | 0     | -    |
| Total | 0                              | 0                                  | 0                                   | 0     |      |